# Kujangsari (Langensari)
Kujangsari is een bestuurslaag in het regentschap Banjar van de provincie West-Java, Indonesië. Kujangsari telt 10.105 inwoners (volkstelling 2010).